# 大椙慎也
大椙 慎也（おおすぎ しんや、1992年9月21日 - ）は、ラグビーユニオン選手。

## 来歴
玄海ラグビースクールでラグビーを始めた。
その後、田園ラグビースクールで小・中学校を過ごす。
2011年2月、國學院久我山高校の3年時に、高校日本代表に選ばれた。
2011年4月、明治大学に進学。2012年、2年生時にU20日本代表に選ばれる。
2014年、明治大学ラグビー部のFWリーダーに就任した。
2015年、明治大学卒業後、NTTドコモレッドハリケーンズ(現・NTTドコモレッドハリケーンズ大阪)に加入。
2016年11月26日のトップウェストA 2ndステージ第2節の中部電力戦で、先発で公式戦初出場を果たす。
2022年7月、NTT再編に伴う新チーム浦安D-Rocks選手スコッドに選ばれた。
2025年5月、浦安D-Rocksを退団し、引退。